# سنگ نیوتن
سنگ نیوتن یا نیوتن استون (انگلیسی: Newton Stone)، سنگی است که دارای سنگنوشته‌ای باستانی به زبان ناشناخته‌ای از فنیقی (هیتی‌فنیقی) بوده و تا به امروز به‌طور رسمی خوانده و ترجمه نشده‌است. تا به امروز دانشمندانِ باستان‌شناسِ بسیاری سعی در خوانش این متن داشته‌اند که از جملهٔ آنان (Nathan Davis, Theodor Aufrecht, William Mill) می‌بودند. به عقیدهٔ بسیاری این متن در واقع به خط براهمی نگاشته‌شده‌است و برخی از حروف آن نیز به شدت شبیه ارمنی است.
این سنگنوشتهٔ باستانی در منطقهٔ ابردین‌شیر واقع شده‌است.

## ترجمه
در کتاب "Phoenician Origin of Britons, Scots, and Saxons" این متن بدین شکل به زبان انگلیسی برگردان شده‌است:

"This Sun-Cross (Swastika) was raised to Bil (or Bel, the God of
Sun Fire) by the Kassi (or Cassi-bel[an]) of Kast of the Siluyr
(sub clan) of the 'Khilani' (or Hittit-palace dwellers), the
Phoenician (named) Ikar of Cilicia, the Prwt (or Prat, that is '
'Barat' or 'Brihat' or 'Brit-on')"